# Salcedillo (Brañosera)
Salcedillo ist ein spanischer Ort in der Provinz Palencia der Autonomen Gemeinschaft Kastilien und León. Salcedillo gehört zu Brañosera, es befindet sich vier Kilometer östlich vom Hauptort der Gemeinde. Salcedillo ist über die Straße PP-2204 zu erreichen.

## Sehenswürdigkeiten
- Romanische Kirche San Martín, erbaut Ende des 12. Jahrhunderts